# Pleuroprucha persimilata
Pleuroprucha persimilata là một loài bướm đêm trong họ Geometridae.